# Mahmoud Al-Mardi
Mahmoud Al-Mardi (en árabe: مَحمُود نَايِف أَحمَد الْمَرضِيّ‎; Aqaba, 6 de octubre de 1993) es un futbolista de Jordania que juega en la posición de extremo con el Dibba F. C. de la UAE Pro League.

## Selección nacional
Con Jordania sub-23 jugó en 23 ocasiones de 2014 a 2016 y anotó 20 goles, participó en los Juegos Asiáticos de 2014. Con la selección absoluta debutó el 15 de septiembre de 2015 ante Kirguistán por la clasificación para la Copa Mundial de Fútbol de 2018. Su primer gol internacional lo anotó el 11 de enero de 2018 en una derrota por 1-2 ante Finlandia en un partido amistoso en Abu Dabi.

## Clubes
| Club                            | País     | Año       |
| ------------------------------- | -------- | --------- |
| Ittihad Al-Zarqa                | Jordania | 2013-2014 |
| → Al-Sheikh Hussein FC (cedido) | Jordania | 2014      |
| Ittihad Al-Ramtha               | Jordania | 2014-2015 |
| Al-Ahli Amman                   | Jordania | 2015-2017 |
| Al-Arabi Kuwait                 | Kuwait   | 2017      |
| Al-Faisaly Amman                | Jordania | 2017-2018 |
| Al-Jazeera Amman                | Jordania | 2018-2021 |
| Oman Club                       | Omán     | 2021      |
| Al-Salt SC                      | Jordania | 2021      |
| Muharraq Club                   | Baréin   | 2021-2022 |
| Kedah FA                        | Malasia  | 2022      |
| Qadsia SC                       | Kuwait   | 2023      |
| Al-Hussein Irbid                | Jordania | 2023-     |
| → Dibba F. C. (cedido)          | EAU      | 2025-     |

## Palmarés

### Títulos nacionales
| Título                   | Club             | País     | Año     |
| ------------------------ | ---------------- | -------- | ------- |
| Liga Premier de Jordania | Al-Jazeera Amman | Jordania | 2018-19 |
| Copa de Jordania         | Al-Jazeera Amman | Jordania | 2018-19 |
| Copa FA de Baréin        | Muharraq Club    | Baréin   | 2021    |

### Títulos internacionales
| Título   | Club          | País   | Año  |
| -------- | ------------- | ------ | ---- |
| Copa AFC | Muharraq Club | Baréin | 2021 |